# Palaeorhiza rectituda
Palaeorhiza rectituda är en biart som beskrevs av Cheesman 1948. Palaeorhiza rectituda ingår i släktet Palaeorhiza och familjen korttungebin. Inga underarter finns listade i Catalogue of Life.